# Улица Двинцев
У́лица Дви́нцев (до 1967 года — Первая Новотихвинская улица) — улица на севере Москвы в районе Марьина Роща Северо-Восточного административного округа, между улицей Сущёвский Вал и железной дорогой Алексеевской соединительной линии.

## Происхождение названия
Получила название 8 декабря 1967 года, в честь «двинцев» — солдат 5-й армии Северо-западного фронта (Первая мировая война), выступивших против Временного правительства России и летом 1917 года заключённых в тюрьму города Двинск (ныне Даугавпилс). Ранее — 1-я Новотихвинская улица.

## Расположение
Улица Двинцев начинается от улицы Сущёвский Вал напротив Тихвинской улицы, проходит на север вдоль Миусского кладбища (слева), пересекает 1-й Новотихвинский переулок, Стрелецкую улицу, поворачивает на северо-запад, пересекает Полковую улицу и проходит до железнодорожной линии Алексеевской соединительной ветки (участок Савёловская—Москва-Станколит), соединяясь за ней со Складочной улицей.

## Примечательные здания и сооружения
Официально на улице находятся только чётные дома. На нечётной стороне расположены кладбище и завод «САТЭКС» (адресован по Полковой улице, 3/4)
- № 6 — Клиническая больница № 11; Московский городской центр рассеянного склероза;
- № 6, корпус 3 — Центр интервенционной радиологии им. академика Н.Н. Бурденко;
- № 4 — Интстрой;
- № 10 — Школьное здание (1938, архитектор К. И. Джус-Даниленко), ныне — школа № 259.
- № 12с1 — бизнес-центр класса «А» «Двинцев»
- № 14 — бизнес-центр «Новотихвинский»